# 帝国航空 (1977年)
帝国航空公司（Empire Airlines）成立于1977年5月，总部设在美国爱达荷州科达伦，是一家货运航空公司。主要经营美国州和加拿大的多条航线。

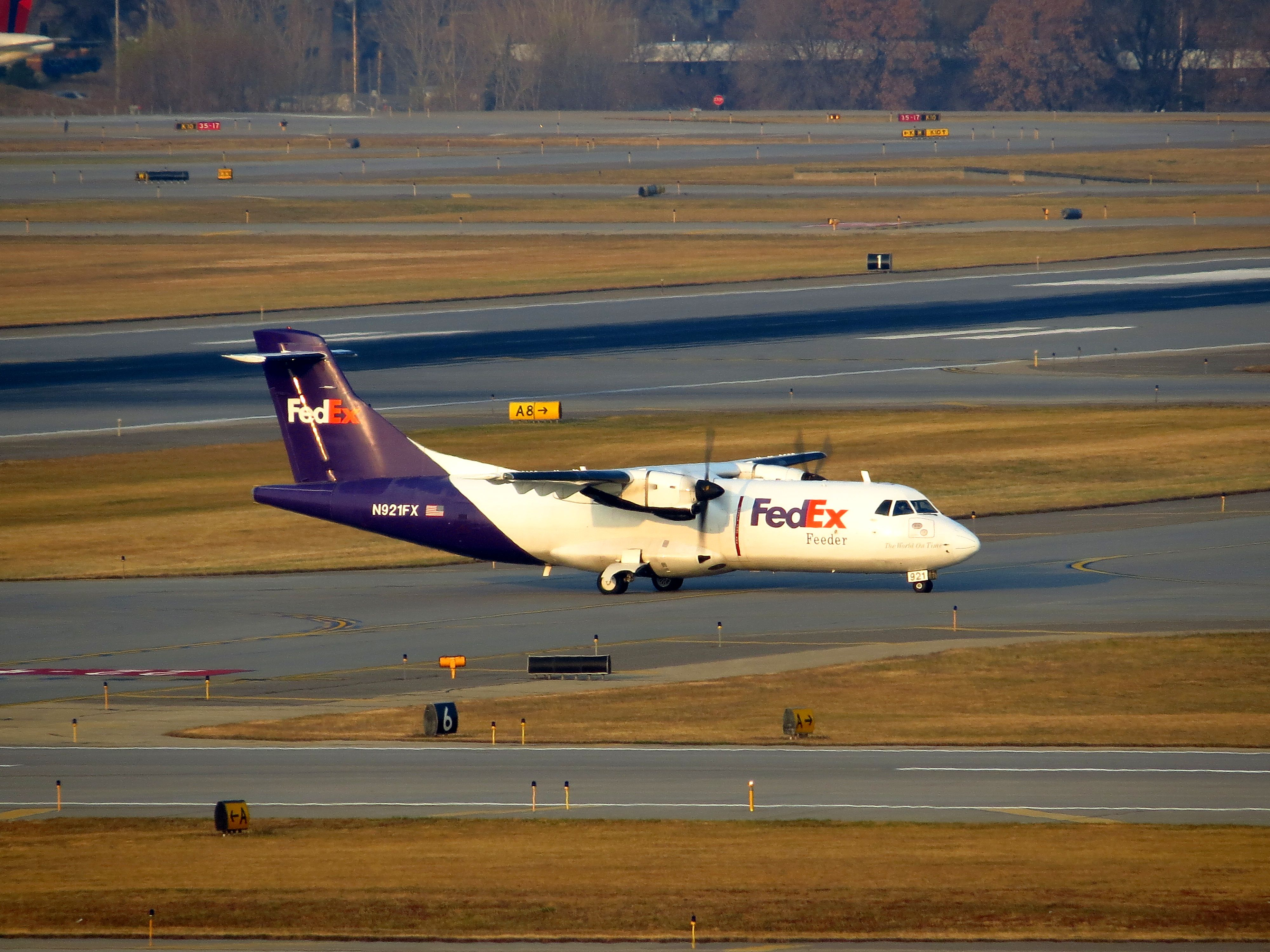
帝國航空ATR 42客機

## 机队
2架  ATR 42-300
3架  ATR 42-300F
2架  ATR 42-320
3架  ATR 72-200F
1架  Cessna 208 Caravan
33架 Cessna 208B Super Cargomaster
4 架 福克F27 Mk600